# 大直交性定理
位数g (元の数)の群G の既約表現α のユニタリー表現行列D(α) の行列要素をD(α)ij(G)と書くと、その間には以下の直交関係がある。
{\displaystyle \sum _{G}[D_{ij}^{(\alpha )}(G)]^{*}D_{kl}^{(\alpha )}(G)={\frac {g}{d_{\alpha }}}\delta _{ik}\delta _{jl}}
ここで和記号はGのすべての元についての和を意味する。dαは表現行列の次元である。これを表現行列についての大直交性定理と呼ぶ。大直交性定理はシューアの補題から導かれる。

## 大直交性定理の応用
大直交性定理を具体例に応用することで、以下の重要な結論が導かれる。
1. ある点群に可能な既約表現が全部でn個あったとする。この各規約表現の次元の2乗を既約表現全てにわたって加えたものは、その点群の次数(つまり要素の数、対称操作の数)に等しい。
2. ある既約表現について、その対象操作に対応する各表現行列の指標の2乗をすべての対称操作について加えたものは、その点群の次数に等しい。
3. 1つの点群の2つの既約表現について、同じ対称操作に対応するそれぞれの表現行列の指標を作ったとき、その積をすべての対称操作について加えたものはゼロになる。
言い換えれば、既約表現のすべての対称操作の表現行列の指標を成分とするベクトルは、違った既約表現間で直交する（単純指標の直交性）。
4. ある点群に可能な既約表現の数は、その類の数に等しい。
5. 同じ類に属する表現行列の指標は等しい(相似変換の性質)。

### 具体例
以上のことを点群C2vで確認してみる。以下に点群C2vの指標表を示す。
| E | C2 | σv | σv' |

| A1 |
| A2 |
| B1 |
| B2 |

| 1 | 1  | 1  | 1  |
| 1 | 1  | -1 | -1 |
| 1 | -1 | 1  | -1 |
| 1 | -1 | -1 | 1  |

| Tz      | z , z2 , x2 , y2 |
| Rz      | xy               |
| Ty , Rx | y , xz           |
| Tx , Ry | x , yz           |

1. 点群C2vの対称操作の数はE、C2、σv、σv' の4つである。またこの群を構成する4つの既約表現A1、A2、B1、B2の次数はすべて1であるので、その2乗を足しあわせたものは4である。よって確かにこれらの数は等しい。
2. 例えば点群C2vの1つの既約表現B1を考えると、指標の2乗を足し合わせると{\displaystyle (1)^{2}+(-1)^{2}+(1)^{2}+(-1)^{2}=4}となる。これは確かに点群C2vの対称操作の数4に等しい。
3. 例えば点群C2vの既約表現A2とB1を考えると、{\displaystyle (1)(1)+(1)(-1)+(-1)(1)+(-1)(-1)=0}
4. 点群C2vには{E、C2、σv、σv' }という要素が存在するが、それぞれの要素自身が類を形成する。よって4個の類が存在する。したがって既約表現も4種類ある。